# Sermón sobre la indulgencia y la gracia

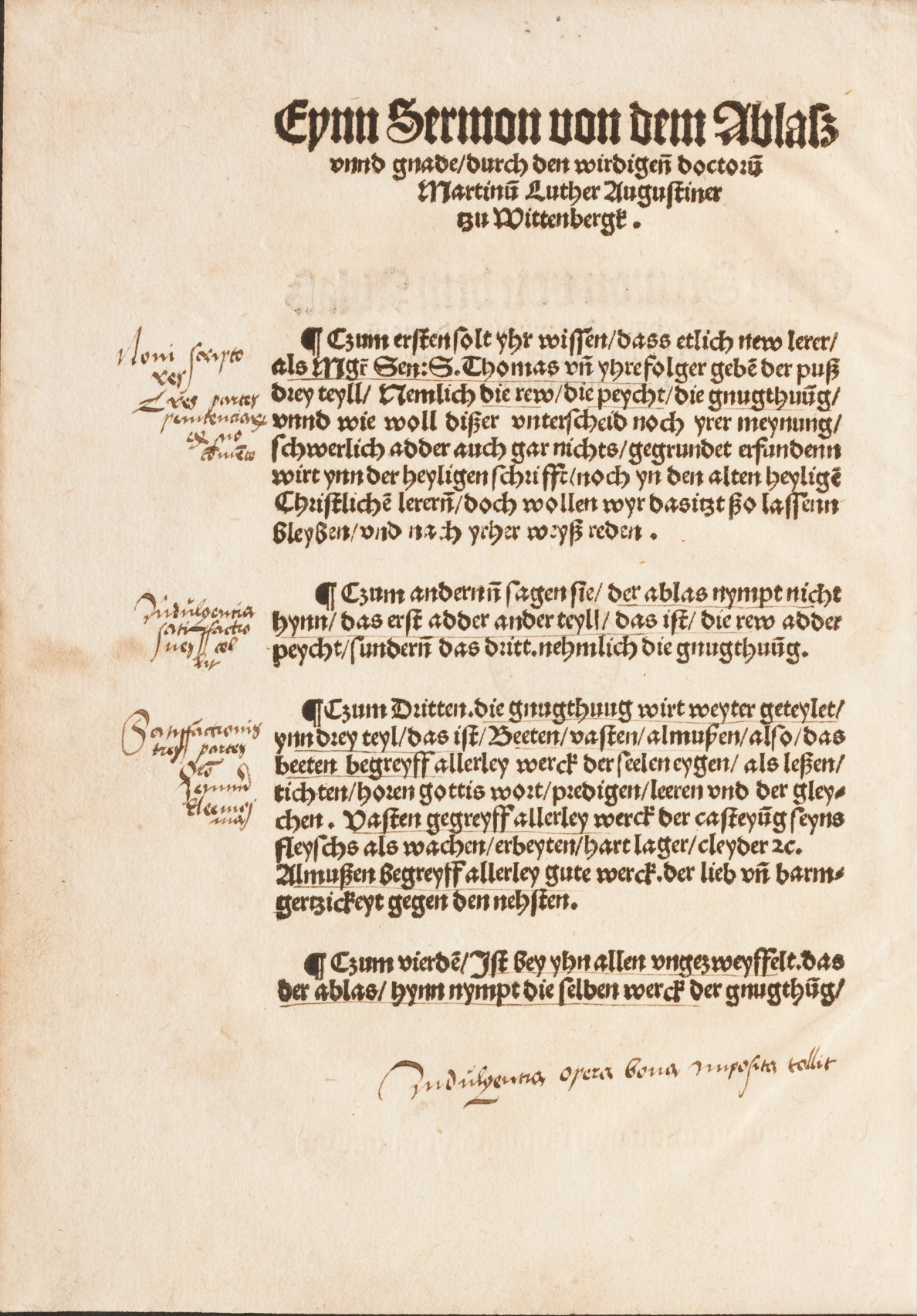
Documento del sermón impreso en Wittenberg

El Sermón sobre la indulgencia y la gracia (en alemán: Eynn Sermon von dem Ablasz und Gnade) es un folleto escrito por Martín Lutero en Wittenberg, Alemania a fines de marzo de 1518 y publicado en abril del mismo año.
El sermón en si fue escrito en la forma que Lutero habla directamente a su audiencia. Trata sobre las buenas obras y arrepentimiento sobre indulgencias, que Lutero critica por no tener base en la Biblia y al clero católico como codicioso en el dinero que se recaudaba para construir la basílica de San Pedro.

## Impacto
El folleto tuvo éxito desde el inicio y reimpreso 14 veces en 1518 solamente, teniendo al menos 1,000 copias en cada edición. Algunos lo consideran el verdadero punto de inicio de la Reforma protestante. Lutero escribió el sermón en alemán, a diferencia de sus 95 tesis (escritas en latín) publicadas el 31 de octubre del año anterior 1517, y usó un vocabulario regional para asegurarse que sus palabras se entendieran en toda Alemania.
El sermón circuló a través de los grandes centros del Sacro Imperio Romano y es la primera obra conocida de Lutero. Es considerado el "primer bestseller impreso del mundo".
Wolfgang Capito fue influenciado por el sermón de Lutero.
El sermón fue contestado por Johann Tetzel en su Vorlegung (Presentación) condenando 20 de los errores de Lutero.